# 警備隊 (保安庁)

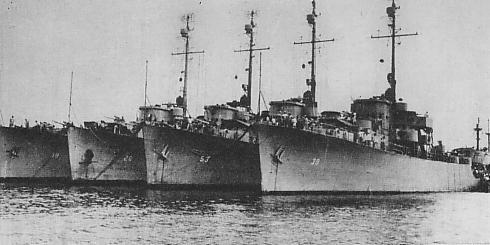
警備隊の艦船（くす型警備船）

警備隊（けいびたい、英語表記：Safety Security Force）は、保安庁管轄の組織で、1952年（昭和27年）8月1日から1954年（昭和29年）6月30日まで存在した、日本の領海警備を目的に創設された海上警備機関である。海上保安庁の海上警備隊及び航路啓開本部・航路啓開部の後身で、海上自衛隊の前身に当たる。
保安庁法（昭和27年法律第265号）第5条第2項では、警備隊とは「（保安庁）長官、次長、長官官房及び各局、第二幕僚監部並びに第二幕僚長の監督を受ける部隊その他の機関」を包含するものと規定されていた。

## 沿革

### 創設までの経緯
1945年（昭和20年）9月2日の日本の降伏に伴って、日本軍は武装解除・解体されることとなった。海軍においても、軍令部門である軍令部は解体され、軍政部門である海軍省も復員・航路啓開などの一部業務を引き継いだ第二復員省に縮小改編された。さらに復員の進展に伴って、翌1946年（昭和21年）には第一復員省（陸軍省）と統合され、内閣の外局たる復員庁（第二復員局）、のちには総理府直轄を経て厚生省の一部局（復員局）となった。
しかし戦後においても、第2次世界大戦中に敷設された日米両軍の機雷に対する航路啓開の必要は深刻なものであった。このため、一度は掃海作業を中止して解体に入った海軍の掃海部隊も、9月18日にはさっそく第二復員省総務局掃海課として再編成され、作業を再開することとなった。その後、復員庁第二復員局総務部掃海課、掃海監部と変遷し、復員庁閉庁後は運輸省海運総局の掃海管船部掃海課へと移行したが、航路啓開は継続されていた。また一方では、日本海軍の消滅に伴う洋上治安の悪化が深刻化したことから、1946年には、これら旧海軍由来の掃海部隊も取り込む形で、運輸省傘下の法執行機関として海上保安庁が設置された。ただし創設当時は、武装した海上保安機構に対する極東委員会での反発を考慮したGHQ民政局の指示を受け、巡視船が軍事用ではないと明示するため、排水量・武装・速力に厳しい制限が課されていた。
1950年（昭和25年）10月、アメリカ極東海軍よりタコマ級フリゲート（PF）貸与に関する非公式の打診を受けて、野村吉三郎元海軍大将・保科善四郎元中将および復員庁第二復員局の元海軍軍人を中心に、海軍再興の非公式の検討が着手された。1951年（昭和26年）10月19日、吉田茂内閣総理大臣と連合国軍最高司令官（SCAP）マシュー・リッジウェイ大将の会談において、フリゲート（PF）18隻、上陸支援艇（LSSL）50隻を貸与するとの提案が正式になされ、吉田首相はこれをその場で承諾した。そしてこれらの船艇受入れと運用体制確立のため、内閣直属の秘密組織としてY委員会が設置されて検討にあたった。Y委員会の委員は旧海軍軍人と海上保安官より選任されており、またアメリカ側とも密に連携していた。Y委員会での検討の結果、これらの艦艇は、他の巡視船艇とは別個に、海上保安庁内に設置される専用の部局で集中運用されることとなり、サンフランシスコ平和条約発効直前である1952年（昭和27年）4月26日、海上保安庁に海上警備隊が設置された。

### 警備隊の発足から海上自衛隊への移行まで
- 1952年（昭和27年）
  - 8月1日：総理府の外局として保安庁が創設された。海上警備隊は警備隊に、警察予備隊は保安隊に改められ同庁に統合された。これに伴い、海上警備隊総監部は第二幕僚監部に改められたほか、太平洋側と日本海側にそれぞれ地方隊2隊（横須賀・舞鶴）が新編された。また、同日付で海上保安庁から航路啓開業務が、掃海船及びその要員とともに警備隊に移管された。初代第二幕僚長には、海上警備隊総監であった山崎小五郎警備監が引き続きその任にあたった。第二幕僚監部は総務部、警備部、航路啓開部、経理補給部、技術部からなっていた。また、当時の定員は7,828名（警備官 7,590名、事務官238名）[注釈 1]とされた。
  - 11月1日：地方隊隷下の各航路啓開隊に所属していた掃海船をもって第1～10掃海隊が編成され、各航路啓開隊に編入された。
- 1953年（昭和28年）
  - 1月14日：日米船舶貸借協定に基づく第1回船舶（PF6隻、LSSL4隻）が引き渡され、同日付で第1船隊、第2船隊、第11船隊を新編。
  - 4月1日：司令警備船「うめ」、第1船隊（PF4隻）、第2船隊（PF4隻）により第1船隊群（現：第1護衛隊群）が編成された。
  - 8月16日：司令警備船「もみ」、第11船隊（LSSL6隻）、第12船隊（LSSL6隻）により第2船隊群（現：第2護衛隊群）が編成された。
  - 9月16日：大規模な組織改編が行われ、佐世保地方隊と大湊地方隊が新編された。各地方隊の航路啓開隊は廃止され、各地方隊には基地警防隊が置かれ、呉に呉地方基地隊、大阪、下関、函館に基地隊がそれぞれ新編された。従来の掃海隊はそれぞれ基地警防隊、地方基地隊、基地隊に編入された。また、警備隊最初の航空部隊として横須賀地方隊隷下に館山航空隊（現：第21航空群）が新編、教育機関として警備隊術科学校が横須賀に設置された。
  - 10月16日：第二幕僚監部の改組が行われ、第二幕僚副長及び調査部が置かれ、航路啓開部が廃止されその業務は警備部に移管された。これに合わせて地方総監部の改組も行われ、航路啓開部が廃止され調査室が置かれた。
  - 12月1日：鹿屋航空隊（現：第1航空群）が新編、佐世保地方隊に編入。
- 1954年（昭和29年）
  - 6月9日：保安庁の職員の服務の宣誓に関する総理府令（府令第33号）公布。
  - 6月21日：隊員は服務の宣誓を実施[注釈 2]。
  - 6月30日：自衛隊法施行令公布[6]。
  - 7月1日：警備隊から海上自衛隊へ移行[7]。

### 災害派遣
- 1953年（昭和28年）
  - 6月28日 - 7月10日の間、西日本の水害に対して警備隊初の災害派遣が行われた（下関・呉・大阪・佐世保各航路啓開隊）。この12日間の掃海船延べ41隻日の活動で、通信支援、航路障害物除去及び救援物資約338トン、人員20名の海上輸送の成果を挙げた。
  - 7月18日 - 8月1日の間、和歌山県内の水害に対して災害派遣が行われた（第1船隊群、第16船隊、呉・大阪各航路啓開隊等）。この船舶延べ148隻日の活動で、人員輸送2,719名、救援物資輸送189トン、舟艇輸送57隻の成果を挙げた。
- 1954年（昭和29年）5月11日 - 5月26日の間、根室沖で遭難した漁船群に対して災害派遣が行われた（第1船隊群、大湊地方隊）。

## 装備

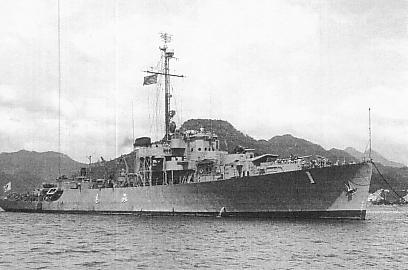
くす型警備船
（米国から貸与されたタコマ級フリゲート）

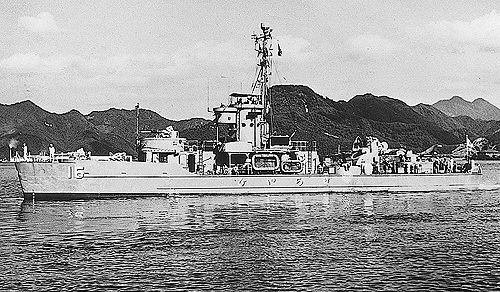
ゆり型警備船
（米国から貸与された上陸支援艇）

元来、前身となった海上警備隊は、アメリカから供与されるタコマ級フリゲート（PF）等を集中運用するために発足した組織であったが、外交・政治的な手続きや船艇整備などで時間をとられていたため、正式引渡しは海上警備隊時代に間に合わず、整備を完了した船艇の遂次保管引受け（借用）にとどまっていた。警備隊の発足時点での船舶は、保管引受けのPF 4隻および上陸支援艇（LSSL）2隻と海上保安庁から所管換された掃海船等76隻に過ぎなかった。
1952年（昭和27年）12月27日、日米船舶貸借協定が発効され、翌1953年（昭和28年）1月14日に第1回引渡式が行われた。以後、12月23日まで11回に亘りPF18隻、LSSL50隻が貸与された。これらは「警備船」と呼称され、草花に由来する名前が付けられた。これらの艦船によって、1953年（昭和28年）4月に、第1船隊群などが編成された。
この艦船不足を解消するため、1953年度計画で国産艦艇新造計画が立案され、甲型警備艦（後のはるかぜ型護衛艦）2隻と乙型警備艦3隻（あけぼの・いかづち型護衛艦）の建造が決まった。
もっとも国産艦艇はすぐに完成しなかったため、1954年（昭和29年）5月14日に日米艦艇貸与協定が調印され、グリーブス級駆逐艦（あさかぜ型護衛艦）、フレッチャー級駆逐艦（ありあけ型護衛艦）、キャノン級護衛駆逐艦（あさひ型護衛艦）、ガトー級潜水艦（くろしお型潜水艦）などが貸与されることとなった。これらの貸与艦艇を受領したのは海上自衛隊になってからであるが、創設時の海上自衛隊の戦力の中核となり、事実上の海軍としての体勢を整えた。
航空機はまず最初に1953年（昭和28年）8月6日、洲崎ヘリポートでBell-47D ヘリコプター1号機を領収し、その後計4機を領収した。さらにS-51を3機、S-55を2機購入した。これらの回転翼機は館山航空隊に配備された。固定翼機についてはメンター練習機を購入し、鹿屋航空隊に配備された。
警備隊の船舶は国旗及び警備隊旗を掲揚することとなったが、警備隊旗は1952年（昭和27年）11月8日に制定され、自衛艦旗制定まで掲揚された。

## 発足時の編成
- 第二幕僚監部＜第二幕僚長＞ - 総務部・警備部・航路啓開部・経理補給部・技術部
  - 横須賀地方隊
    - 横須賀地方総監部（総務部・警備部・経理補給部・技術部）
    - 西部航路啓開隊
      - 呉航路啓開隊（掃海船14隻）
      - 大阪航路啓開隊（掃海船6隻）
      - 徳山航路啓開隊（掃海船1隻）
      - 下関航路啓開隊（掃海船7隻）
      - 佐世保航路啓開隊（掃海船5隻）

    - 横須賀航路啓開隊（掃海船3隻）
    - 函館航路啓開隊（掃海船3隻）

  - 舞鶴地方隊
    - 舞鶴地方総監部（総務部・警備部・経理補給部・技術部）
    - 舞鶴航路啓開隊（掃海船2隻）
    - 新潟航路啓開隊（掃海船2隻）

## 人事
第二復員局出身の山本善雄、吉田英三などの旧海軍軍人が主導して創設された経緯から、人員も旧海軍軍人が大半を占め、特に水雷、航海専攻者が多く任用された。
警備官の階級は、その後の陸上自衛隊の自衛官（陸上自衛官）になる保安官の階級に対応しており、原則として「保安」の部分を「警備」に入れ換えたのみの差であるが、「保査」については「警査」と言い換えている。「警査」とは警察予備隊の警察官の階級名でもあった。
なお、警査は、陸上部隊の保査よりも、船舶の運用を担うためその養成に時間がかかることから、非任期制とされ、また三等警査という階級が設けられており階級面でも1つ多くなっていた。
また、昭和28年9月16日には術科教育のため、「警備隊術科学校」が設置された（後の海上自衛隊術科学校）。
| 分類                | 分類                | 階級名                     | 相当階級         | 相当階級                | 相当階級   |
| 分類                | 分類                | 階級名                     | 海上警備官       | 保安官                  | 海上自衛官 |
| ------------------- | ------------------- | -------------------------- | ---------------- | ----------------------- | ---------- |
| 幹部警備官 （士官） | （将官）            | 第二幕僚長たる警備監警備監 | 海上警備監       | 保安監（甲)保安監（乙） | 海将       |
| 幹部警備官 （士官） | （将官）            | 警備監補                   | 海上警備監補     | 保安監補                | 海将補     |
| 幹部警備官 （士官） | 警備正 （佐官）     | 一等警備正                 | 一等海上警備正   | 一等保安正              | 一等海佐   |
| 幹部警備官 （士官） | 警備正 （佐官）     | 二等警備正                 | 二等海上警備正   | 二等保安正              | 二等海佐   |
| 幹部警備官 （士官） | 警備正 （佐官）     | 三等警備正                 | 三等海上警備正   | 三等保安正              | 三等海佐   |
| 幹部警備官 （士官） | 警備士 （尉官）     | 一等警備士                 | 一等海上警備士   | 一等保安士              | 一等海尉   |
| 幹部警備官 （士官） | 警備士 （尉官）     | 二等警備士                 | 二等海上警備士   | 二等保安士              | 二等海尉   |
| 幹部警備官 （士官） | 警備士 （尉官）     | 三等警備士                 | 三等海上警備士   | 三等保安士              | 三等海尉   |
| 警備士補 （下士官） | 警備士補 （下士官） | 一等警備士補               | 一等海上警備士補 | 一等保安士補            | 一等海曹   |
| 警備士補 （下士官） | 警備士補 （下士官） | 二等警備士補               | 二等海上警備士補 | 二等保安士補            | 二等海曹   |
| 警備士補 （下士官） | 警備士補 （下士官） | 三等警備士補               | 三等海上警備士補 | 三等保安士補            | 三等海曹   |
| 警査 （兵卒）       | 警査 （兵卒）       | 警査長                     | 海上警備員長     | 保査長                  | 海士長     |
| 警査 （兵卒）       | 警査 （兵卒）       | 一等警査                   | 一等海上警備員   | 一等保査                | 一等海士   |
| 警査 （兵卒）       | 警査 （兵卒）       | 二等警査                   | 二等海上警備員   | 二等保査                | 二等海士   |
| 警査 （兵卒）       | 警査 （兵卒）       | 三等警査                   | 三等海上警備員   | なし                    | 三等海士   |

- この表では、各改組に際して当然に移行するものとされた相当階級を示してあるのであって、必ずしも現在の海上自衛官の階級の全てに対応するものではない（准海尉、海曹長に相当する警備官の階級はない。）。
- 第二幕僚長たる警備監（外国海軍の中将と同一のものを使用）と一般の警備監（金太線、金細線、金中線の配列のもの）とは、階級章が異なる[14]。また、長澤浩が警備監に昇任して第二幕僚副長に就任するまでの1952年8月1日から1953年10月16日の間、一般の警備監の階級章の者は空席であった。これは海上警備隊において海上警備監の定員が3名であったのに対し、海上警備隊副総監が空席であり、それを第二幕僚副長にまで引きずったことと、本来、海上警備監職であった横須賀地方監部長[15]に海上警備監補であった吉田英三が充てられたためである。

## 関連作品
『ゴジラ』(1954年)
ゴジラを攻撃する防衛隊のフリゲートの映像として警備隊のくす型フリゲートの記録映像が使用されている。